# Valeriana munozii
Valeriana munozii är en kaprifolväxtart som beskrevs av Borsini. Valeriana munozii ingår i släktet vänderötter, och familjen kaprifolväxter. Inga underarter finns listade i Catalogue of Life.